# Ясенів
Ясені́в — село в Україні, у Заболотцівській сільській громаді Золочівського району Львівської області. Колишній орган місцевого самоврядування — Ясенівська сільська рада, якій були підпорядковані села Ясенів, Дуб'є, Дубина, Лучківці, Новичина, Теребежі, Тріщуки. Населення становить 1228 осіб.

## Географія
Розташоване в східній частині Львівської області, у південно-західному напрямі від міста Броди, на схилах гір Вороняків, що досягають тут 393 м, над рівнем моря, і є вододілом між басейнами річок Дніпра та Дністра, за 87 км від обласного центру, 23 км від районного центру та 11 км від адміністративного центру сільської громади. За 11 км знаходиться найближча залізнична станція Заболотці.
Біля села простягається низькогірне пасмо Вороняки Подільської височини, вкрите лісами. На південний схід від села розташована пам'ятка природи місцевого значення Голубі Вікна (інші назви — Синє Вікно, Голуба Криниця) — карстові озера (три, одне з яких — більше).
На північ від села — широка рівнина, на якій на віддалі 3 км біля струмка Луч розташоване село Лучківці. Недалеко від автомагістралі на північний схід від Ясенова (3 км) розташовані села Дуб'є, Дубина та Тріщуки. Лежить біля автошляху М06 Київ — Чоп.

## Населення
За даними всеукраїнського перепису населення 2001 року у селі мешкало 1228 осіб.
Мова
Розподіл населення за рідною мовою за даними перепису 2001 року був наступним:
| українська | 1225 | 99,76 |
| російська  | 2    | 0,16  |
| інші       | 1    | 0,08  |

## Історія
Одне з найстаріших поселень Галичини. Перше поселення існувало тут вже на межі епохи бронзи та залізної доби (X—VI століття до Р. Х.). Збірка крем'яного знаряддя з території села надбузького неолітичного типу зберігається у львівському історичному музеї. Михайло Грушевський дослідив 1898 у Ясенові поховання представників висоцької культури. Виявлено 2 поселення з цього періоду та декілька поховань княжої доби, знайдено великий скарб срібних польських, пруських та шведських монет, датованих XVII століттям.
На північно-східній околиці села в урочищі Видюки, на вершині Ясенівської гори, з якої відкривається чудовий краєвид на десятки кілометрів, під час проведення розкопок виявлено поселення комарівської та висоцької культур. За народними переказами, у давнину, у часи татарського лихоліття, мешканці села тримали тут постійну варту (видюків), яка слідкувала за появою орди. Коли далеко на обрії з'являлися татари, видюки подавали умовний знак, і все населення ховалося від ворога у сусідніх лісах. В урочищі Корчунок, на північно-східному схилі Ясенівської гори виявлено поселення комарівської та висоцької культур, а також поселення доби Київської Русі. В урочищі Монастирище, де колись стояв монастир, зруйнований під час одного з набігів татар, виявлено давньоруське селище XII — XIII століть, територія пам'ятки частково зруйнована, а на західному схилі Ясенівської гори виявлений ґрунтовий могильник XIII — XIV століть.
Перша писемна згадка про Ясенів датується 1466 роком. Наприкінці XV століття село належало Ванькові Лагодовському, яке 1694 року він продав польському шляхтичу Петрові Сененському з Олеська і відтоді й до кінця XVII століття село було у власності Сененських.
Під час нападу татар у 1626 році Ясенів був вщент спалений, населення попало в неволю або ж вимерло під час епідемій різних хвороб, що на той час лютували в краї. Не уникло руйнувань село й під час національно-визвольної війни українського народу 1648—1657 років. Через це, у 1650 році з села було зібрано податків утричі менше, ніж належало.
Наприкінці XVIII століття власниками села був спочатку воєвода краківський Вацлав Жевуський, потім Пйотр та Антоніна Плещинські, а згодом Юзеф Лістовський. У 1787 році в селі вперше проведено опис земельних наділів, за даними котрого власникові села належало 1052 га землі, у тому числі, 750 га лісу; церква у своїй власності мала 40 га, тоді як в користуванні громади села було 985 га, у тому числі 658 га орної, 40 га городів, 285 га луків та 2 га пасовищ. Згідно з переписом 1820 року в селі налічувалося 101 господарство, а населення складало 787 осіб. Згідно інвентарю 1832 року в селі було вже 118 господарств. У другій половині XIX століття в селі діяли хмілярня, гуральня, тартак, що були у власності Юзефа Лістовського і тут працювало багато місцевих мешканців, але заробіток був мінімальним. Деякі селяни займалися ткацтвом, ковальством, колодійством, шевством, але багато безробітних поїхали шукати щастя за океан — до Аргентини, Бразилії, Канаду, США. У 1860-х роках поблизу Ясенова були виявлені поклади бурого вугілля, але вони не розроблялися.
У 1855 році в селі відкрилася початкова школа, яку згодом відвідувало 102 дитини з 164 дітей шкільного віку. На той час місцеві римо-католики належали до парафії в Підгірцях, а греко-католицька парафія була при місцевій церкві.
Великої шкоди селу заподіяла пожежа 1910 року, коли вигоріло майже все село. По пожежі почалася відбудова зруйнованого житла, але 1914 року розпочалася перша світова війна. Під час воєнних дій село було зруйноване, а його мешканців австрійської владою евакуйовано в околиці Золочева, Перемишля, Кракова та до Чехословаччини. Багато селян було мобілізовано до австрійського війська та загинуло на фронтах війни. Місцевий мешканець Антін Джек та ще деякі москвофіли за свою симпатію до Росії на початку війни потрапили до концтабору Талергоф. 1915 року село було окуповане російським військом. За весь час його перебування в Ясенові, російськими вояками було розграбовано та знищено панський фільварок.
У серпні 1920 року після жорстоких боїв з поляками частини Першої кінної армії під командуванням Семена Будьонного зайняли Ясенів. Наступного дня після зайняття в селі був створений Ясенівський ревком Бродського повіту, першим головою котрого обрано місцевого селянина Михайла Юрківа. Ревком розпочав підготовку до розподілу панських земель, але не судилося, оскільки вже на початку вересня 1920 року Східна Галичина була знов окупована Польщею.
У 1931 році в Ясенові налічувалося 455 домогосподарств з населенням 2371 особа. Частина колишнього панського фільварку разом з млином належала Дідусяку. На той час у селі були поліційна дільниця, корчма, 2 невеличких крамниці, греко-католицька церква, розпочато будівництво костелу та школи. У селі діяв підпільний осередок забороненої польською владою КПЗУ, яким керував Іван Гогоша з Кадлубиськ.
24 серпня 1939 року був підписаний Пакт Молотова — Ріббентропа, за умовами якого гарантувався нейтралітет Радянського Союзу в конфлікті Третього Рейху з Польщею та країнами Заходу. Німеччина розпочала польську компанію і вже 1 вересня 1939 року напала на Польщу, таким чином розв'язавши другу світову війну.  Військам Вермахту знадобилося менше місяця, щоби окупувати Польщу та вийти на умовну лінію Керзона. Натомість Радянський Союз не квапився із вводом своїх військ на територію окупованої Польщі, а лише 17 вересня 1939 року передові та диверсійно-штурмові загони Червоної Армії перетнули радянсько-польський кордон на річці Збруч.
17 вересня 1939 року в селі був організований Ясенівський ревком Бродського повіту, який очолив селянин Д. Костюк. Згодом обрано селянський комітет, що переважно займався перерозподілом колишніх панських та церковних земель, вилученням коней, інвентарю та посівного матеріалу в селян. 22 жовтня 1939 року ясенівці взяли участь у «вільних» виборах до так званих Народних зборів Західної України, за результатами яких посланцями від Бродівського повіту було обрано М. Олексюка, Ю. Шаєра, С. Яворвер, М. Павлова, І. Гогошу та П. Богдана, а Олексюк увійшов до складу делегації, обраної Народними зборами, що передала урядам СРСР та УРСР рішення цих зборів.
У 1940 році в Ясенові відновив «націоналізований» радянською владою тартак, цегельня, створена промислова артіль «Червоний шлях» та Дуб'євська машинно-тракторна станція. Розпочато розробку родовищ бурого вугілля. У селі також відкрито клуб, бібліотеку та  добудовану семирічну школу. Організовано курси з ліквідації неписемності серед дорослих, створено комсомольську організацію.
Вибухи авіабомб, скинутих у ніч з 21 на 22 червня 1941 року стратегічні об'єкти Бродів, зокрема, на комплекс будівель залізничного вокзалу, сповістили ясенівців про початок німецько-радянської війни. На початку липня 1941 року село окуповане військами Вермахту. Після входження Галичини, на початку серпня 1941 року, до складу Генеральної губернії, то усі ключові посади на окупованій території зайняли німці. Репресивні міри були прийняті окупаційною владою не лише проти національно свідомих українців, але й також до місцевих юдеїв та радянських партійних і комсомольських активістів. Так під час окупації до Німеччини на каторжні роботи було вивезено понад 100 юнаків та дівчат, винищено місцевих юдеїв. У липні 1944 року, у ході Львівсько-Сандомирської операції, у зруйноване війною село увійшли радянські частини.
Вже по війні, у грудні 1948 року, за ініціативою Ярослава Джека, Івана Повідайка, Павла Павлишина в селі був створений колгосп, що об'єднав 29 селянських господарств, а до кінця 1950 року колгосп вже об'єднував 449 господарств. У 1952 році в селі створено первинну партійну організацію, секретарем якої обрано А. Шуня, а правління колгоспу очолив П. Сокур. У 1953 році колгосп укрупнено за рахунок об'єднання з артіллю села Дуб'є. Після укрупнення колгосп спеціалізувався на вирощуванні цукрових буряків та льону. Власними силами розпочалося будівництво тваринницької ферми, для чого в колгоспі була створена будівельна бригада чисельністю 40 осіб, яку очолив П. Войцеховський. За колгоспні кошти було закуплено значну кількість худоби і вже у 1955 році в колгоспі налічувалося понад 500 голів великої рогатої худоби, 535 свиней та 350 овець. У 1959 році місцевий колгосп об'єднався з колгоспом с. Лучківці і вже укрупнений колгосп ім. В. Стефаника у 1965 році об'єднував 1260 селянських господарств та спеціалізувався на м'ясо-молочному тваринництві і вирощуванні технічних сільськогосподарських культур. За успіхи в розвитку зернового господарства колгосп п'ять разів був учасником Виставки досягнень народного господарства в Москві та нагороджений другого ступеня, а у 1965 році колгосп нагороджений перехідним Червоним прапором Бродівського РК КПУ, райвиконкому та районного виробничого управління.
У 1944—1958 роках в Ясенові працювали 2 буровугільні шахти, що протягом 1946-1948 років давали по 4—5 тис. тонн вугілля на рік. До 1949 року вугілля видобувалося ручним способом, але після механізації деяких виробничих процесів та залучення більшої кількості робітників у 1950-х роках, кількість видобутого вугілля збільшилося в 15 разів — до 61 тис. тонн у 1955 році. Добуте вугілля використовувалося на багатьох підприємствах тодішнього Бродівського району, зокрема, на Бродівській електростанції. Після введення в дію більш потужних шахт Львівсько-Волинського кам'яновугільного басейну здешевилося вугілля, тому видобуток бурого вугілля в Ясенові став недоцільним.
Протягом 1944—1958 років у селі знаходилася Дуб'євська (згодом Ясенівська) машинно-тракторна станція, реорганізована 1958 року в ремонтно-технічну станцію (РТС). В обов'язок РТС ставилися ремонт колгоспної техніки, продаж колгоспам сільськогосподарських машин, пального та запасних частин. 1959 року на базі РТС створена лукомеліоративна станція, де працювало 200 робітників, мала вона також 49 тракторів, 8 екскаваторів та іншу сільськогосподарську техніку. Створену на початку 1940-х років промислова артіль «Червоний шлях» у 1951 році реорганізована в профкомбінат, що спеціалізувався на виробництві меблів, цегли та дахівки. 1964 року профкомбінат реорганізовано на меблеву фабрику, де виготовлялися кухонні меблі. На той час також працював й цегельний завод ССТ, потужністю 850 тис. штук на рік.
Протягом 1964—1965 років було споруджено 33 житлових будинків, будинки для спеціалістів сільського господарства та медичних працівників, інтернат дошкільного виховання на 200 місць, їдальню, добудовано школу. Від 1952 року село повністю радіофіковане, а від 1955 року — електрифіковане. На той час у селі також працювали магазини — мішаних товарів, господарський, комісійний та книжковий.
Щодо медичного обслуговування населення, то у 1945 році відкрита дільнична лікарня на 25 ліжок. Лікарня обслуговувала населення Ясенова та 8 навколишніх сіл. Крім лікарні в селі працювала амбулаторія, пологовий будинок, зубопротезний кабінет, а також ветлікарня.
1944 року в селі створена Ясенівська середня школа. Станом, на січень 1966 року в школі навчався 321 учень. Протягом 1958—1983 років її очолював Заслужений діяч науки УРСР В. О. Черняк. У перші роки свого існування школа мала лише 5 кімнат, а навчальний процес проходив у дві зміни. У 1964 році приміщення школи добудовано і в ньому вже було 14 класних кімнат, 4 кабінети (фізичний, хімічний, креслення і математики, історії і літератури), спортзал, 2 майстерні, дитяча астрономічна обсерваторія з планетарієм, інтернат, бібліотека. У школі також діяло 14 гуртків та самодіяльний радіоклуб ДТСААФ, а також вечірня та заочна школи сільської молоді.
У 1956 році збудований Ясенівський колгоспний будинок культури — з залом, розрахованим на 450 місць, бібліотекою та кімнатою для занять гуртків, зокрема, гуртків художньої самодіяльності: хорового, вокального, художнього слова та драматичного. Функціонували спортивні секції з волейболу, класичної боротьби та штанги.

### У вирі національно-визвольної боротьби
30 червня 1946 року до Ясенова пішов кущовий «Ріка» та двоє стрільців і біля однієї з хат помітили радянських вояків. Розпочалася стрілянина, під час якої було вбито старшого сержанта гарнізону с. Кадлубиська та поранено старшого лейтенанта МДБ Діденка. Повстанці відійшли без втрат. Згодом після боєзіткнення повстанців зі стрибками до Ясенова прибув підрозділ МДБ чисельністю 25 бійців та заквартирував там до 23 липня 1946 року. За цей час було проведено багато арештів серед місцевого населення. Після поранення Діденка боївку перебрав інший офіцер МДБ.
15 січня 1947 року на хуторі Видюки (с. Ясенів) вояки Кадлубиського гарнізону та Заболотецького району, під час облави жорстоко побили до непритомності Василя Костишина та його дочку Ярославу.

### Незалежна Україна
12 червня 2020 року, відповідно до розпорядження Кабінету Міністрів України № 718-р «Про визначення адміністративних центрів та затвердження територій територіальних громад Львівської області», село увійшло до складу Заболотцівської сільської громади.
19 липня 2020 року, в результаті адміністративно-територіальної реформи та ліквідації Бродівського району, село увійшло до складу новоствореного Золочівського району.

## Релігія
В Ясенові діють наступні релігійні громади:
- парафія церкви Святого Миколая УПЦ КП чисельністю 1088 вірних (парох є о. Володимир Парфанюк)[19], нині парафія належить до ПЦУ;
- церква ЄХБ чисельністю 10 осіб (пастор Дзіковський Євген Васильович)[20].

## Пам'ятки
- Храм Святого Миколая, збудований у 1818 році.
- Пам'ятник письменнику Василеві Стефанику[21].
- Пам'ятник-обеліск українським воякам дивізії «Галичина», які полягли під час другої світової війни, встановлений у 1991 році на південній околиці Ясенова, на горі Жбир за ініціативи львівського «Студентського братства» на місці колишньої могили невідомого воїна-дивізійника[22]. Офіційне відкриття відбулося 20 травня 1991 року[23]. Але 18 червня того ж року його підірвали радянські спецслужби[22]. Відтоді на горі була символічна могила з березовим хрестом. Відкриття та освячення відновленого пам'ятного знака відбулося 20 липня 2008 року[24].
- Пам'ятний хрест на місці загибелі вояків УПА з інформаційною табличкою, яка сповіщає: «Тут в березні 1952 року полягли геройською смертю Кіт Василь, Надорожняк Теодозій, Яремчук Василь. Вклонімся їх пам'яті», розташований при трасі М 06 Київ — Чоп, на в'їзді до Ясенова з боку Бродів.
- Пам'ятник радянським військовим, що загинули під час німецько-радянської війни. Згідно закону України «Про засудження комуністичного та націонал-соціалістичного (нацистського) тоталітарних режимів в Україні та заборону пропаганди їхньої символіки» був демонтований.

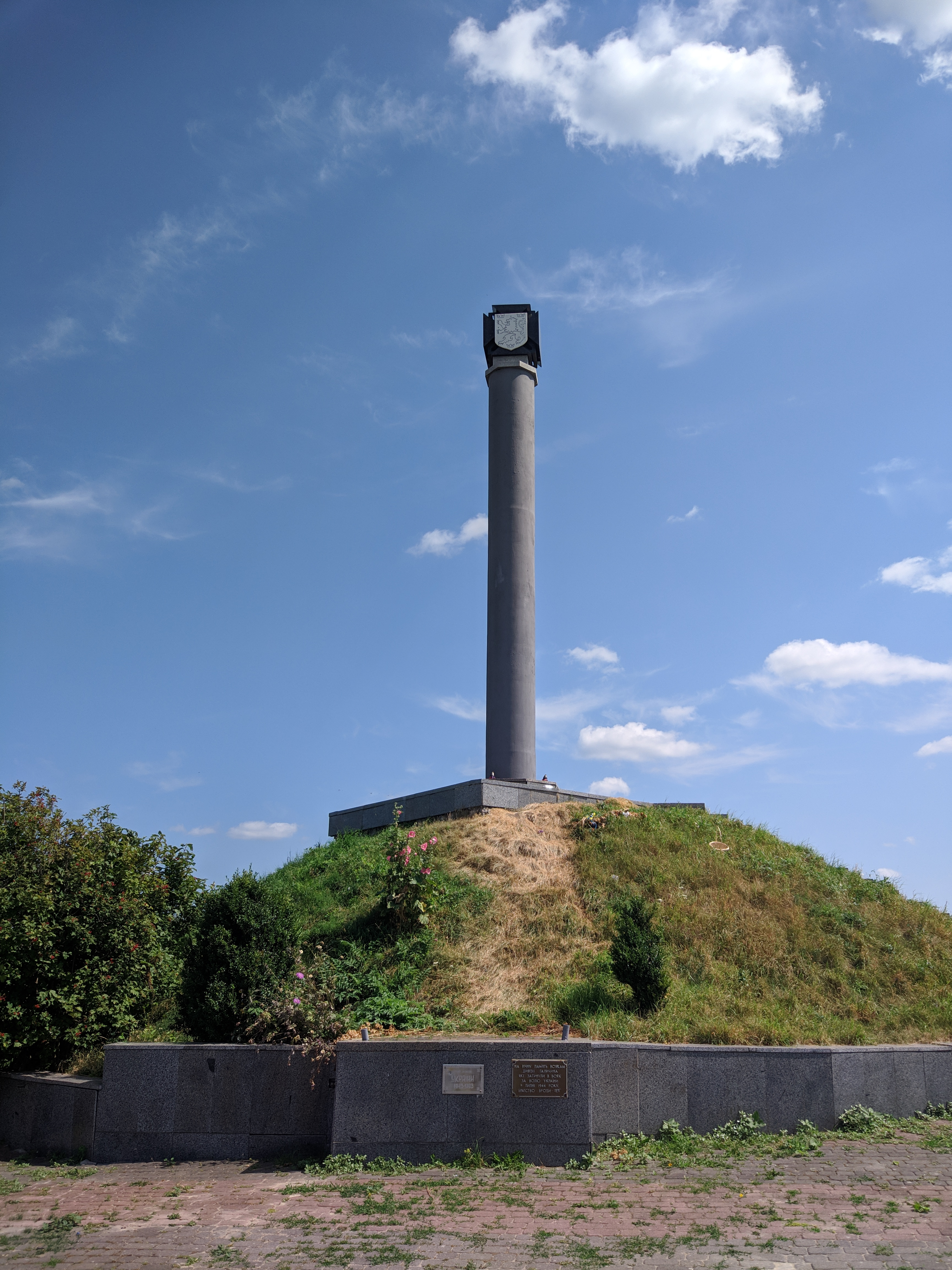
Пам'ятник-обеліск українським воякам дивізії «Галичина», які полягли під час другої світової війни
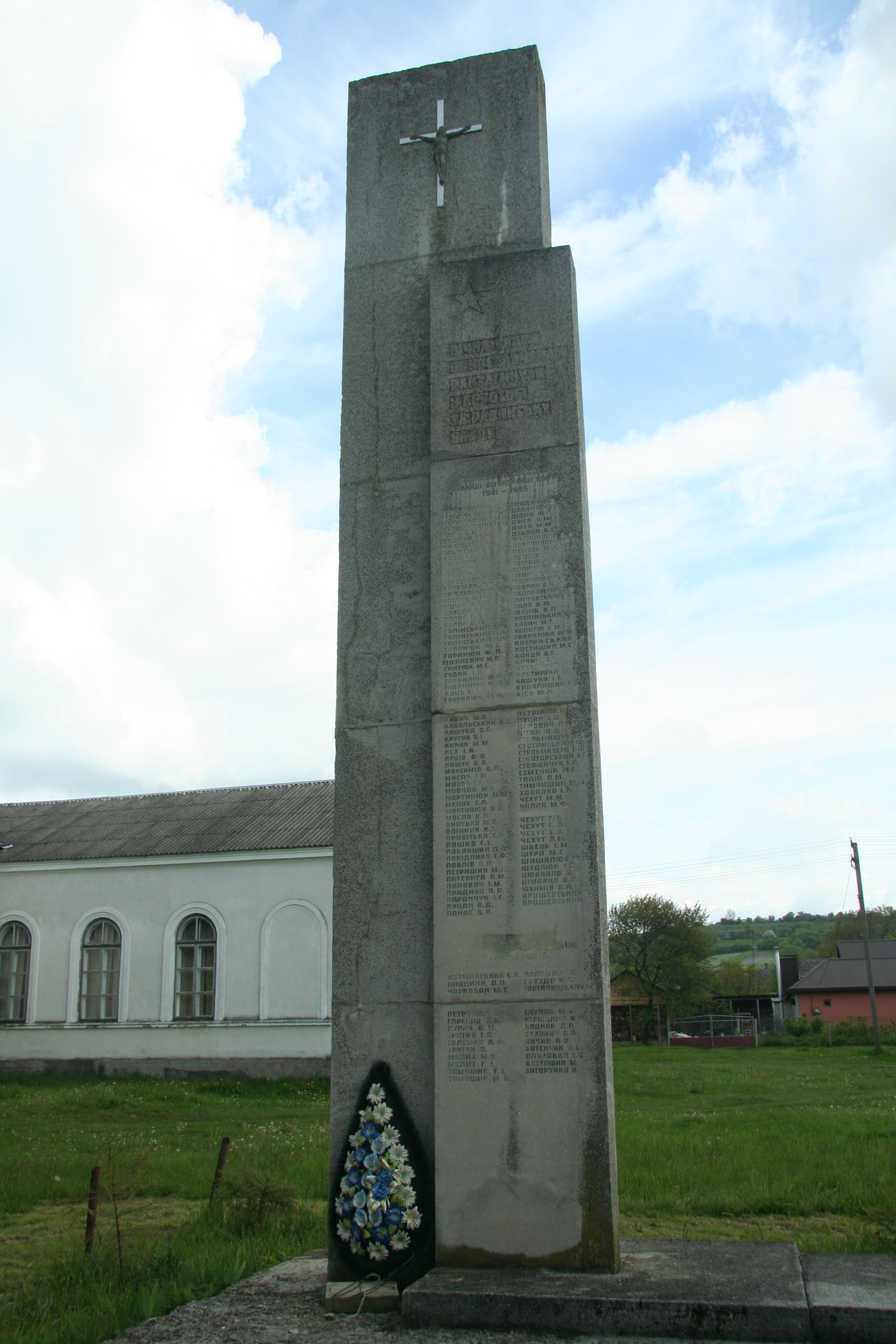
Стела пам'ятника радянським військовим

## Відомі люди
Народилися
- Дмитро Біда — видатний український флейтист, педагог, основоположник сучасної львівської флейтової школи.
- Ольга Біленька (нар. 1952) — обласний лікар-нефролог вищої категорії, позаштатний спеціаліст-нефролог Львівської міської ради, завідувачка нефрологічним відділом 5-ї міської клінічної лікарні м. Львова.
- Микола Букса — праведник народів світу[25].
- Михайлина Букса — праведник народів світу[26].
- Надія Гураль (нар. 1987) — українська співачка, поетеса і композиторка.
- Ярослав Назаркевич — український архітектор.
- Степан Петришин — лікар-хірург вищої категорії, Заслужений лікар України, директор Департаменту охорони здоров'я Львівської обласної ради.
- Стеблій Наталія Ярославівна (нар. 1977) — українська археологиня, доцент кафедри археології та історії стародавніх цивілізацій Львівського національного університету імені Івана Франка, кандидат історичних наук. Членкиня Львівського регіонального підрозділу Спілки археологів України[27].

Люди, пов'язані з історією села
- Ольга Борух (нар. 1938, Тернопільщина) — лікар-педіатр вищої категорії Ясенівської дільничної лікарні (1961—2001). Відмінник охорони здоров'я (1978), Заслужений лікар Української РСР (1989). Автор монографії «Вегето-судинні дистонії в дітей шкільного віку» (у співавторстві з професором Львівського державного медичного інституту — Юсько Стефанією Михайлівною, 1986).
- Людмила Деменко-Пачковська (1932—2013) — вчитель української мови та літератури вищої категорії, Відмінник народної освіти УРСР. Працювала e Ясенівській середній школі протягом 1955—1992 років.
- Богдан Дурняк — український вчений у галузі комп'ютерних технологій друкарства, доктор технічних наук, професор, заслужений діяч науки і техніки України. Навчався в Ясенівській середній школі.
- Петро Когут (нар. 1962) — доктор фізико-математичних наук, професор кафедри диференціальних рівнянь Дніпровського національного університету імені Олеся Гончара. Закінчив Ясенівську середню школу в 1979 році та заочну фізико-математичну школу при Київському університеті імені Тараса Шевченка. У 1984 році закінчив Дніпропетровський інститут інженерів залізничного транспорту[28].
- о. Михайло Левенець — греко-католицький священик, служив капеланом у 29-му полку дивізії «Галичина», що в 1944 році дислокувалася в Ясенові.
- Петро Сокур — український радянський громадський діяч, депутат Львівської обласної Ради депутатів трудящих, член Бродівського районного комітету КПУ, Герой Соціалістичної Праці (1971), двічі нагороджений орденом Леніна (1958, 1965), делегат ХХІІІ з'їзду КПРС (1966), багаторічний голова Ясенівського колгоспу імені В. Стефаника[9].
- Стеблій Феодосій Іванович — кандидат історичних наук, завідувач відділу нової історії України Інституту українознавства імені Івана Крип'якевича НАН України. Навчався в Ясенівській середній школі в 1946-1949 роках[29].
- Володимир Черняк (1921—1996, Лугове — директор Ясенівської середньої школи (1958-1983), Заслужений діяч науки УРСР.